# Merian C. Cooper

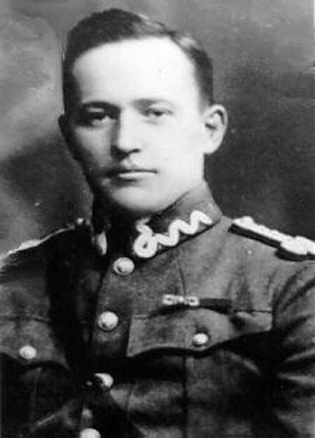
Merian C. Cooper in polnischer Uniform

Merian Caldwell Cooper (* 24. Oktober 1893 in Jacksonville, Florida; † 21. April 1973 in San Diego, Kalifornien) war ein US-amerikanischer Pilot, Schauspieler, Regisseur, Drehbuchautor und Produzent. Sein bekanntester Film war die erste King-Kong-Verfilmung: King Kong und die weiße Frau aus dem Jahre 1933.

## Leben
In Florida geboren, machte Merian C. Cooper zunächst Karriere beim Militär als Pilot. Im Polnisch-Sowjetischen Krieg organisierte er das polnische 7. Jagdgeschwader mit dem Namen „Kościuszko's Squadron“, in dem hauptsächlich amerikanische Freiwillige dienten. Er kämpfte auch als Jagdflieger an der Front und griff u. a. mehrmals die Einheiten der 1. Roten Ritterarmee aus der Luft an. Bis 1921 blieb Cooper in Polen stationiert, ehe sich der Abenteurer einer Karriere beim Film zuwandte. Im Zweiten Weltkrieg war er aber wieder im Rang eines Colonel für die amerikanische Armee tätig.
Cooper startete seine Filmkarriere mit den Dokumentarfilmen Gras (1925) und Chang (1927), in denen Spielfilmsequenzen eingebaut waren. Bei Chang benutzte er diese Technik für das Finale des Films, in dem eine Horde Elefanten ein Dorf niedertrampelt. Cooper leitete in den 1930er-Jahren die Produktion zahlreicher Filme für RKO Pictures. Während seiner Filmkarriere förderte Cooper immer wieder neue Filmtechnologien. So wurde in dem von ihm und Ernest B. Schoedsack, mit dem er seit den 1920er Jahren eng zusammengearbeitet hatte, inszenierten Film King Kong und die weiße Frau zum ersten Mal in großem Ausmaß die Stop-Motion-Technik verwendet. An diesem Klassiker war Cooper aber nicht nur als Produzent beteiligt, sondern er hatte auch die Idee zur Figur des King Kong und war an Drehbuch und Produktion beteiligt. Weiterhin ebnete Cooper den Weg für Filmtechniken wie Technicolor und Cinerama.
Cooper war ein guter Freund und Kollege von Western-Regisseur John Ford. Nach dem Zweiten Weltkrieg produzierten sie erfolgreiche Filme wie Rio Grande, Der Sieger und Der Schwarze Falke. Nach der Mitarbeit an der Dokumentation Best of Cinerama zog sich Cooper 1963 aus dem Filmgeschäft zurück.
Von 1933 bis zu seinem Tod war Cooper mit der Schauspielerin Dorothy Jordan verheiratet, sie hatten drei Kinder. Er starb 1973 im Alter von 79 Jahren an einer Krebserkrankung.

## Auszeichnungen
Für die Verdienste im polnisch-sowjetischen Krieg wurde ihm das Silberne Kreuz des Ordens Virtuti Militari verliehen.
Für seine Filmarbeit erhielt Cooper einen Stern auf dem Hollywood Walk of Fame. Zudem erhielt Merian C. Cooper 1953 einen Ehrenoscar für seine filmischen Verdienste. Der US-amerikanische Polarforscher Richard Evelyn Byrd benannte den Mount Cooper nach ihm, einen Berg in der Antarktis.

## Filmografie (Auswahl)
- 1925: Gras (Grass)

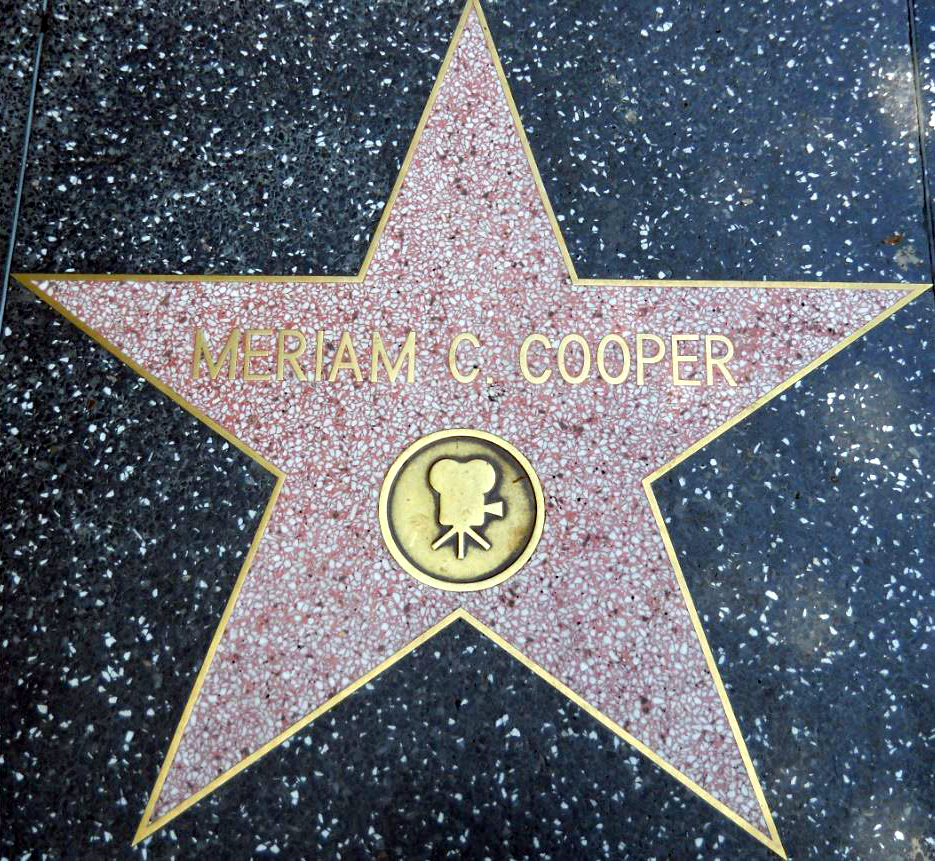
Merian C. Coopers Stern auf dem Hollywood Walk of Fame, wobei sein Vorname falsch als „Meriam“ geschrieben wurde

- 1927: Chang (Chang: A Drama of the Wilderness)
- 1929: Vier Federn (The Four Feathers)
- 1932: Graf Zaroff – Genie des Bösen (The Most Dangerous Game)
- 1933: King Kong und die weiße Frau (King Kong)
- 1933: King Kongs Sohn (The Son of Kong)
- 1933: Morgenrot des Ruhms (Morning Glory)
- 1933: Vier Schwestern (Little Women)
- 1934: Die letzte Patrouille (The Lost Patrol)
- 1935: Der Untergang von Pompeji (The Last Days of Pompeii)
- 1935: She – Herrscherin einer versunkenen Welt (She)
- 1938: The Toy Wife
- 1940: Dr. Zyklop (Dr. Cyclops)
- 1947: Befehl des Gewissens (The Fugitive)
- 1948: Bis zum letzten Mann (Fort Apache)
- 1948: Spuren im Sand (3 Godfathers)
- 1949: Panik um King Kong (Mighty Joe Young)
- 1949: Der Teufelshauptmann (She Wore a Yellow Ribbon)
- 1950: Westlich St. Louis (Wagon Master)
- 1950: Rio Grande
- 1952: Der Sieger (The Quiet Man)
- 1952: Das ist Cinerama (This Is Cinerama)
- 1953: Wem die Sonne lacht (The Sun Shines Bright)
- 1956: Der schwarze Falke (The Searchers)
- 1956: Die sieben Weltwunder (Seven Wonders of the World) (Dokumentation)
- 1963: Best of Cinerama (Dokumentation)